# 飯盛女
飯盛女（めしもりおんな）または飯売女（めしうりおんな）は、近世（主に江戸時代を中心とする）日本の宿場に存在した私娼である。宿場女郎（しゅくばじょろう）ともいう。
江戸時代、娼婦は江戸の吉原遊廓ほか、為政者が定めた遊廓の中のみで営業が許されていたが、飯盛女に限っては「宿場の奉公人」という名目で半ば黙認されていた。飯盛女はその名の通り給仕を行う現在の仲居と同じ内容の仕事に従事している者も指しており、一概に「売春婦」のみを指すわけではない。

## 呼称
「飯盛女」の名は俗称であり、1718年以降の幕府法令（触書）では「食売女（めしうりおんな）」と表記されている。一般に出女（でおんな）・留女（とめおんな）・宿引女（やどひきおんな）・おじやれ（「おいで」と客を呼ぶことから）・針筥（はりばこ、下諏訪地方での呼び名）など、地方によって色々な呼び方があった。

## 概説
17世紀に宿駅が設置されて以降、交通量の増大とともに旅籠屋が発達した。これらの宿は旅人のために給仕をする下女（下女中）を置いた。やがて宿場は無償の公役や商売競争の激化により、財政難に陥る。そこで客集めの目玉として、飯盛女の黙認を再三幕府に求めた。当初は公娼制度を敷き、私娼を厳格に取り締まっていた幕府だったが、公儀への差し障りを案じて飯盛女を黙認せざるを得なくなった。しかし、各宿屋における人数を制限するなどの処置を執り、際限のない拡大は未然に防いだ。1772年には千住宿、板橋宿に150人、品川宿に500人、内藤新宿に250人の制限をかけている。
また、都市においては芝居小屋など娯楽施設に近接する料理屋などにおいても飯盛女を雇用している。料理屋は博徒など無法者の集団が出入りし、犯罪の発生もしくは犯罪に関係する情報が集中しやすい。その一方で、目明かし（岡っ引）などが料理屋に出入りし、公権力との関わりをもっていた。この料理屋には飯盛女が雇用されていたが、これは公権力への貢献のために黙認されていたと考えられる。
飯盛女が亡くなると投げ込み寺に捨てられ無縁仏となるのが常であったが、府中宿 (甲州街道)の称名寺には珍しく飯盛女の墓がある。

## 代表的な宿場町

### 浅間三宿
江戸時代、中山道沿いの浅間山麓の三宿（軽井沢宿・沓掛宿・追分宿）は、参勤交代制が契機となって発展し、旅籠・茶店とともに軒数も多く、繁盛していた。これら旅籠等では、雇人として飯盛女（白首ともいう）を抱え、宿泊者を接待するのが例であり、結果、特に軽井沢宿・追分宿では、男性人口に比して女性人口が大幅に上回っていた。1665年（寛文5年）に、旅籠に遊女をおくことが禁止されたため、軽井沢宿や追分宿では、遊女を飯盛女と呼んで、従来通り遊女を抱えていたと言われる。これら飯盛女は、凶作等で窮した際に、娘を奉公に出し金策を講じた貧農出身者がほとんどで、地元出身の婦女は稀であった。例えば、追分宿で働いていた飯盛女の出身地は、1872年（明治5年）の調査では、尾張・美濃・信濃・越後・江戸の順であり、生家の職業は農業が多く、年齢は15-30歳が最も多かった。飯盛女を相手にするものは、多くが宿場を通る旅人であったが、近郷の青年達もいた。結果、妻として身請けされるものもいたが、病に倒れ、一生を終える者も多く、これらの者を埋めた合同墓地が複数存在する。鉄道開通以降、浅間三宿は衰退したが、うち追分宿では、油屋・永楽屋の主人等が発起人となり、小諸に遊郭を造ろうとするも許可が下りず、最終的には佐久の岩村田花園町に移転し、岩村田遊郭を形成した